# リーサル・ウェポン
『リーサル・ウェポン』（Lethal Weapon）は、1987年に公開されたアメリカのアクション映画。
反発しあいながらも、ともに犯罪組織と戦うリッグスとマータフの間には、コメディタッチな描写や、マータフの家族との触れ合いを描いた人間的ドラマもあり、徐々にふたりのパートナーシップが築かれていく過程が描かれている。

## あらすじ
クリスマスシーズンが近づくロサンゼルスのある夜、高級アパートメントから売春婦が飛び降り自殺する。LA市警察本部捜査第一課のロジャー・マータフ部長刑事が、現場に臨場。死んだ売春婦は、マータフの旧友の娘であった。
この飛び降り自殺に事件性があるのか捜査を始めた矢先に、薬物対策課から異動してきたマーティン・リッグス刑事を、マータフは新しい相棒としてあてがわれる。リッグスはマータフよりかなり若いが、ベトナム戦争では陸軍特殊部隊員として死線をくぐりぬけた経験があり、拳銃射撃と格闘の力量は極めて高い。ただ、3年前に愛妻を事故で亡くして以来、自暴自棄になることが多く、市警察本部でも問題になっていた。
マータフはこの新しい相棒に困惑しながらも、自宅に招くなどして、次第に打ち解けるようになっていく。そしてリッグスと共に、売春婦の飛び降り自殺を捜査していくと、背景にCIA特殊部隊のOBたちによるヘロイン密輸組織が浮かび上がってくる。だが、捜査の過程でリッグスとマータフ、さらにはマータフの家族まで命の危険にさらされ始める。

## 登場人物
マーティン・リッグス
演 - メル・ギブソン
ロサンゼルスの刑事。元は麻薬課だったが、殺人課に異動してきた。特殊部隊にいたこともあるなど腕は確かだが、妻を亡くした衝動で自暴自棄な行動が多く、自殺志願もある。周りからは「自殺志願がある者とは一緒に働けない」、「障害年金狙いで、狂ったフリをしている」と思われており、どちらの理由にしても嫌われていたが、マータフとコンビを組むことになり、互いに協力していく。
ロジャー・マータフ
演 - ダニー・グローヴァー
LA市警察本部捜査第一課の部長刑事。家族を愛し、家族からも愛されている家庭人。
ジョシュア
演 - ゲイリー・ビジー
麻薬密売組織のボスの右腕。
マカリスター将軍
演 - ミッチェル・ライアン
麻薬密売組織のボス。
マイケル・ハンサカー
演 - トム・アトキンス
銀行家。愛称はマイク。ロジャーの友人であり命の恩人でもある。陰謀で娘を亡くす。実は麻薬の密売に関わっており、このやり取りが娘を亡くした一因となっている。アマンダの他に娘がもう一人いる。軍隊出身。口封じで殺害される。
トリッシュ・マータフ
演 - ダーリン・ラヴ
ロジャーの妻。
リアン・マータフ
演 - トレイシー・ウォルフ
ロジャーとトリッシュの娘。思春期の娘だが父を慕っている。
アマンダ・ハンサカー
演 - ジャッキー・スワンソン
マイケルの娘。22歳。麻薬を服用後に身投げして自殺するが、その麻薬には配管洗浄剤が混入されており、自殺しなくてもどのみち殺されていた。逮捕歴が一回ある。
マーフィ
演 - スティーヴ・ケイハン
警部。
ステファニー
演 - メアリー・エレン・トレイナー
精神科医。
ボイエット
演 - グランド・L・ブッシュ
刑事。
マッカスキー
演 - ジャック・チボー
刑事。
ディキシー
演 - リリシア・ナフ
情婦。アマンダの身投げを目撃したと証言する。リッグスとマータフは「何者かの命令でアマンダに毒を盛ったのはディキシーで、証拠隠滅後に現場から去ろうとしていたところ、アマンダが身投げしたために、慌てて身投げを目撃したと言った」と推理された。その後、口封じで家を爆破されて殺害される。
ニック・マータフ
演 - デイモン・ハインズ
ロジャーとトリッシュの息子。
キャリー・マータフ
演 - エボニー・スミス
ロジャーとトリッシュの娘。
メンデス
演 - エド・オロス
マガリスターの取引相手。マガリスターたちを変だと思い、良い印象を抱いていない。
マクレリー
演 - マイケル・シェーナー
セールスマン。飛び降り自殺をしようと事件を起こす。

## キャスト
| 役名                 | 俳優                                  | 日本語吹替                          | 日本語吹替 |
| 役名                 | 俳優                                  | TBS版                               | テレビ朝日版 （追加録音部分） |
| -------------------- | ------------------------------------- | ----------------------------------- | --- |
| マーティン・リッグス | メル・ギブソン                        | 鈴置洋孝                            | 磯部勉 |
| ロジャー・マータフ   | ダニー・グローヴァー                  | 田中信夫                            | 池田勝 |
| ジョシュア           | ゲイリー・ビジー                      | 秋元羊介                            | 金尾哲夫 |
| マカリスター将軍     | ミッチェル・ライアン                  | 中庸助                              | 小林修 |
| マイケル・ハンサカー | トム・アトキンス                      | 加藤正之                            | 小島敏彦 |
| トリッシュ・マータフ | ダーリン・ラヴ                        | 火野カチコ                          | 火野カチコ |
| リアン・マータフ     | トレイシー・ウォルフ                  | 井上喜久子                          | 渕崎ゆり子 |
| アマンダ・ハンサカー | ジャッキー・スワンソン                | セリフなし                          | セリフなし |
| ニック・マータフ     | デイモン・ハインズ                    |                                     | 高乃麗 |
| キャリー・マータフ   | エボニー・スミス                      |                                     | 矢島晶子 |
| ディキシー           | リリシア・ナフ                        | 深実りか                            | 佐藤しのぶ |
| 刑事1                | パトリック・キャメロン                |                                     | 伊藤栄次 |
| 刑事2                | ドン・ゴードン                        | 広瀬正志                            | 伊藤和晃 |
| 麻薬の売人           | ジミー・F・スキャッグス               | 星野充昭                            | 手塚秀彰 |
| 麻薬の売人           | ジェイソン・ロナード                  | 沢木郁也                            | 伊藤栄次 |
| 麻薬の売人           | ブラッキー・ダメット                  | 高宮俊介                            | 相沢正輝 |
| 女性警官             | ゲイル・ボウマン                      |                                     | 種田文子 |
| ステファニー         | メアリー・エレン・トレイナー          | 佐々木優子                          | |
| マーフィ警部         | スティーヴ・ケイハン                  | 村松康雄 藤城裕士                   | 伊藤和晃 |
| マッカスキー刑事     | ジャック・チボー                      | 藤城裕士                            | 中田和宏 |
| ボイエット刑事       | グランド・L・ブッシュ                 | 石塚運昇                            | 長島雄一 |
| メンデス             | エド・オロス                          | 広瀬正志                            | 辻親八 |
| ガスタフ             | ガスタフ・ヴィンタス                  | 沢木郁也                            | |
| エンドウ             | アル・レオン                          | 広瀬正志                            | 長島雄一 |
| マクレリー           | マイケル・シェーナー                  | 立木文彦                            | 中田和宏 |
| 巡査                 | ナタリー・ジマーマン                  |                                     | 小川智子 |
| アルフレッド         | ドナルド・グッデン                    |                                     | 増田ゆき |
| アルフレッドの友達   | アルフォンス・フィリップ・ムゾン      |                                     | 津村まこと |
| アルフレッドの友達   | ショーン・ハンター                    |                                     | 中沢みどり |
| アルフレッドの友達   | エヴェリット・ウェイン・コリンズ・Jr. |                                     | 矢島晶子 |
| 役不明又はその他     |                                       | 近藤玲子 他                         | 堀川仁 大黒和広 柳沢栄治 柳沢真由美 桜澤凛 佐々木瑶子 追加録音版キャスト 石田嘉代 すずき紀子 浅野まゆみ 落合弘治 上田燿司 金野恵子 多田野曜平 高橋英則 |
| 日本語版スタッフ     |                                       |                                     | |
| 演出                 |                                       | 福永莞爾                            | 蕨南勝之 （福永莞爾） |
| 翻訳                 |                                       | 宇津木道子                          | 武満真樹 （平田勝茂） |
| 調整                 |                                       |                                     | 山田太平 |
| 効果                 |                                       |                                     | リレーション |
| プロデューサー       |                                       | 上田正人                            | 圓井一夫 山川秀樹 |
| 制作                 |                                       | 東北新社 TBS                        | ムービーテレビジョンスタジオ |
| 初回放送             |                                       | 1988年12月13日 『火曜ロードショー』 | 1997年3月23日 『日曜洋画劇場』 |

- テレビ朝日版はこの作品のみステレオ音声で制作、放送された。これは後年に発売されたBlu-ray リーサル・ウェポン コレクションに収録されている。
- また、テレビ朝日版は2013年1月13日にWOWOWで放映される際に、初回放送時にカットされた箇所を同一声優で追加録音（および一部のシーンを再録）した。

## スタッフ
- 製作：リチャード・ドナー、ジョエル・シルバー
- 監督：リチャード・ドナー
- 脚本：シェーン・ブラック
- 撮影：スティーヴン・ゴールドブラッド
- 音楽：マイケル・ケイメン、エリック・クラプトン
- 提供：ワーナー・ブラザース、シルバー・ピクチャーズ

## 解説
全編を通して、爆発シーン・カーチェイス・銃撃戦など、ハードアクションが多い。なお、本作のアクションシーンはホリオン・グレイシーが指導を行っている。

### タイトル
リーサル・ウェポンとは、直訳すれば「致命的な武器」という意味で通常「凶器」と訳される。格闘技に精通しているリッグスに対しマータフが「生身の人間でも凶器になりうる」と揶揄する。

### 異なるエンディング
劇場公開には含まれないが、エンディングは2バージョン撮影されており、二人がパートナーを解消した形でエンディングを迎えるバージョンもある。続編の4のDVDに収録されているが、もしこのエンディングが採用された場合は、続編は作られなかったことになる。

### 日本語吹き替え
リッグスは自殺用に特殊な弾丸を持ち歩いており、日本語字幕（翻訳：岡枝慎二）では単に「自殺用の弾丸」となっているが、オリジナルの英語版では「ホローポイント（実際映像に映っているのはフルメタルジャケット弾）を持っている」と言っている。吹替版では、TBS版（翻訳：宇津木道子）は「特別な弾」、テレビ朝日版（翻訳：武満真樹）は「強力な特別製の弾」、WOWOWの吹替補完版（翻訳：平田勝茂）は「ホローポイント弾」と、それぞれ訳されている。

## 評価
レビュー・アグリゲーターのRotten Tomatoesでは55件のレビューで支持率は80%、平均点は6.90/10となった。Metacriticでは23件のレビューを基に加重平均値が68/100となった。
クリスマスシーズンの時期に展開されるアクション映画であり、その後に作られた『ダイ・ハード』に影響を与えた。
シリーズ化された第2作以降でその傾向が強くなるコメディ的要素やバディ・ムービー的要素が本作品でも見られるが、後の作品と比べて本作は暗く、リッグスの自殺願望のある狂った男という面がかなり押し出されている。
銃の構え方について、マータフ役のダニー・グローヴァーはなかなか様になっているが、メル・ギブソンは構え方は若干おかしいとの指摘があり、さらに射撃場のシーンでは、撃つときに目を閉じてしまっているのが確認できる。
本作におけるリッグスの格闘技術は、殴る・蹴るに加えて関節技にも重点を置いており、格闘技的な視点からはリアルなもの（実際の特殊部隊における使用の有無ではなく、技術の再現という意味合いにおいて）となっている。ただ、現実の格闘技においてもそうであるように、関節技は“視覚的に派手でわかりやすいもの”にはなりにくく、2作目以降ではシンプルな殴る・蹴るがメインであり、その技術も「カラテ」の一言で片付けられるような扱いとなっている。

## そのほか
- リッグスの愛用する銃はベレッタ92F、敵の麻薬組織から奪って乱射するサブマシンガンはH&K MP5で、奇しくも、この作品から少し遅れて作られ、このシリーズと並んで1980年代後半から1990年代を代表するアクション映画となった『ダイ・ハード』のマクレーン刑事が使用していたのと同じ銃とサブマシンガンである。M92FはLAPDの制式採用銃だが、リッグスの物は特別製だと2作目で本人の口から語られている。本作でリッグスの使う92Fは指掛け部の大きなスライドストップ・レバーを取り付け。2作目以降は92FSに変更され、4作目の『リーサル・ウェポン4』ではクリムゾン・トレース・グリップ（レーザーサイト）も追加装備される。また、自殺を図るシーンでは、グリップパネルのベレッタマークが銀色に塗られており、マガジン・キャッチ・ボタンがボルトで留められており、マガジンが物理的に入らないようにされている。その他の発砲シーンではマークは金色に塗られており、マガジン・キャッチ・ボタンもノーマルの仕様であった。
- 一方、マータフが愛用しているリボルバーは、スミス&ウェッソンのモデル19。
- リッグスが砂漠での狙撃に使用しているのは、ドイツのヘッケラー&コッホのスナイパーライフルH&K PSG1。セミ・オートマティックで、命中精度が高いのが特徴。軍用狙撃銃として多数の国で採用されている。ミュンヘンオリンピック事件の悲劇がきっかけで当時の西ドイツがH&Kに設計を依頼した。望遠スコープは同じくドイツのメーカー、ヘンゾルト社製。リッグスは身を隠しての狙撃効果を上げるために、二脚（バイポッド）を使用している。
- ジョシュアがヘリからハンサカーの狙撃に用いるのは、コルト・コマンドーXM177。これにスコープを装着している。またクライマックスにおいて、ジョシュアがクラブで掃射している銃も、同じものである。
- 監督のリチャード・ドナーはアクション映画の傑作にするべく、過去の名作群からエッセンスを抽出している。自殺志願者の説得のシーンは『ダーティ・ハリー』、マータフがリッグスを自宅に連れていくのは黒澤明の『野良犬』、ジョシュアとの素手での決闘は西部劇（『大いなる西部』?）などの影響と考えられる。[要出典]
- 作品の背景にベトナム戦争があり、CIA、エア・アメリカ、特殊部隊、傭兵などが主要な登場人物に設定されている。
- リッグスがトレーラーハウスで銃口を口に咥えているとき、テレビで流れているアニメは、同じワーナー製作の『バックス・バニー』である。
- マイケル・ハンサカーの暗殺シーンは、フランク・シナトラ主演『影なき狙撃者』にインスパイアされたものである。
- ハンサカーがベトナム除隊後に所属していたとされるエア・アメリカは実在した航空会社である。CIAのフロントカンパニーとして、ラオスを拠点に活動を行なっていた。麻薬や武器の空輸など、非合法活動にも従事。1976年に閉鎖された。1990年、メル・ギブソンはこの組織をテーマにした『エア★アメリカ』に主演している。
- マータフは50歳の設定だが、ダニー・グローヴァーの撮影当時の実年齢は40歳前後である。
- 本作はハリウッド映画にありがちなヒロインが登場しない。そのこともあってか、リッグスとマータフの関係がフォーカスされ、硬派な作品に仕上がっている。
- 本作は偉大なスタントマン、故ダー・ロビンソンに捧げられている。
- 精神科医を演じたメアリー・エレン・トレイナーはドナー作品の常連で、ロバート・ゼメキスの元妻であった。2015年、膵臓がんで亡くなった。
- バディ・ムービーの傑作でもあり、リッグスとマータフが、ゲーム『ポリスノーツ』の下敷きにもなっている。
- マータフ役は黒人にするという指定は無かったが、 キャスティング・ディレクター（英語版）のアイディアによってダニー・グローヴァーが抜擢された[9]。

## 続編
5作目も製作が予定されていたが、メル・ギブソンが出演を辞退したため、5作目の製作企画は消滅した。
- リーサル・ウェポン2/炎の約束（1989年）
- リーサル・ウェポン3（1992年）
- リーサル・ウェポン4（1998年）
- リーサル・ウェポン (テレビドラマ)（2016年9月 - 2019年2月）